# Hilvarenbeek (plaats)

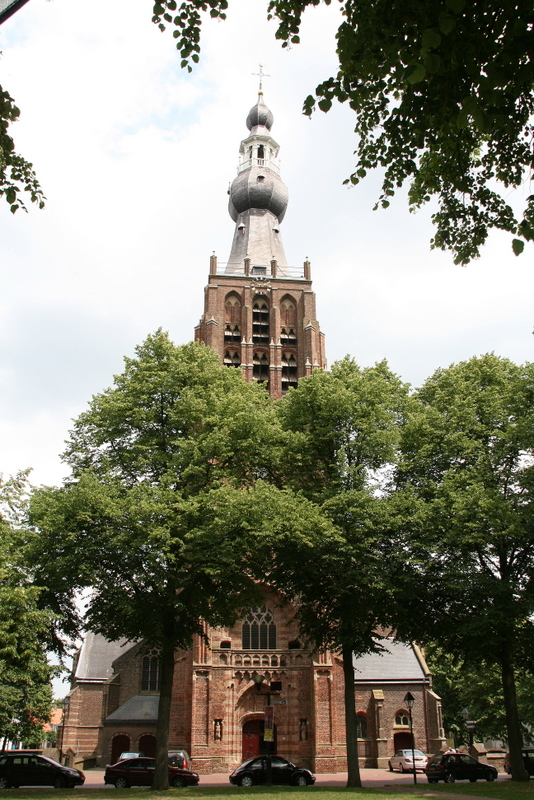
De Sint-Petrus'-Bandenkerk

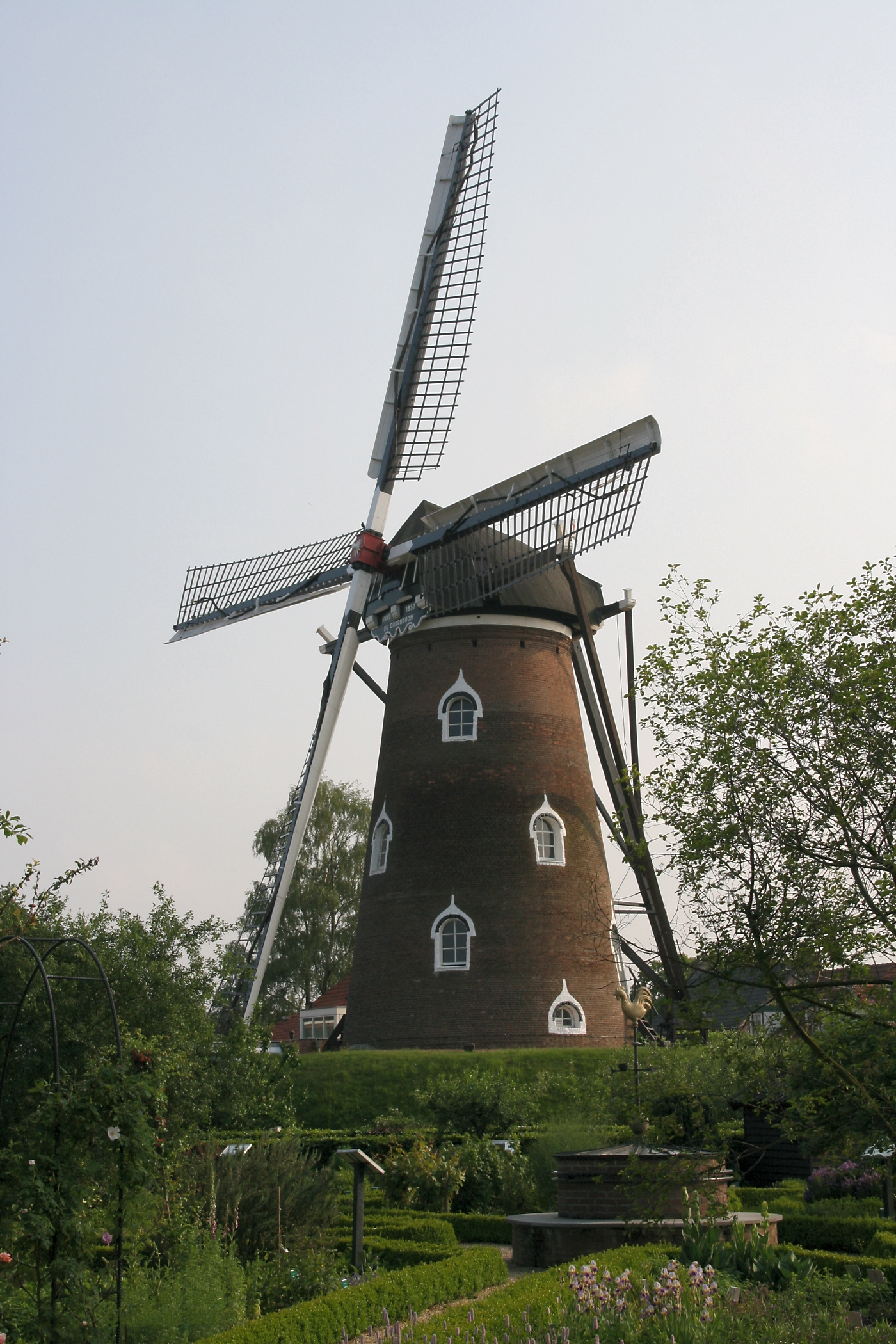
Korenmolen De Doornboom

Hilvarenbeek (uitspraakⓘ) (Brabants: Bîk of Beek) is de hoofdplaats  van de gelijknamige gemeente, gelegen aan de noordgrens van de regio Kempen in de Nederlandse provincie Noord-Brabant. Het dorp ligt op een hoogte van 17 meter.

## Toponymie
Hilvarenbeek is ontstaan bij de samenvloeiing van twee (niet meer bestaande) beken, de Hilverbeek (ook Noorderbeek genoemd) en de Zuiderbeek, die vanaf die samenvloeiing de Platte Beek heette.
In oorkondes rond 1150 wordt Hilvarenbeek voor het eerst genoemd onder de naam Beke, (uitspraak Beek) en Beika , de toevoeging Hilvaren verschijnt in 1304 als Hildewarenbeecke, in 1331 als Beke sancte Hildewardis en in 1350 als Hildewairdenbeke, Hilvarembeke. Volgens een late overlevering gaat de toevoeging  terug op de dienstmaagd van de Heilige Oda, Hildeware, ook Hilsondis genoemd, die hier een kerk zou hebben gesticht. De plaatsnaam is dus niet afgeleid van het beekje de Hilver, het is andersom.

Een geheel andere verklaring gaat uit van het toponiem 'hil', dat hoogte betekent.

## Geschiedenis

### Prehistorie
Bewoning in dit gebied van Hilvarenbeek kwam al voor in de prehistorie, zoals is gebleken uit talloze vondsten van onder meer stenen en bronzen bijlen. Opzienbarend was de ontdekking (in 1957) van een urnenveld (zie ook Urnenveldencultuur) uit de late Bronstijd (1000-700 voor Chr.) in het Laag Spul, nabij het Spruitenstroompje.
Hilvarenbeek ligt op zandgronden, die zijn komen aanwaaien in de laatste IJstijd. Deze zandgronden werden doorsneden door beekdalen waarin zich bebouwing ontwikkelde.

### Romeinse tijd
Het gebied waarin Hilvarenbeek ligt werd in de Romeinse tijd Taxandria genoemd. In de 4e eeuw na Christus vestigden zich de Franken hier. Na de Val van het West-Romeinse Rijk richtten zij een gouw op.

### Merovingische tijd
In 2010 zijn in de wijk Gelderakkers II, aan de zuidkant van het dorp, sporen gevonden van graven uit de Merovingische tijd. Uitgebreider archeologisch onderzoek is gestart in maart 2022. Het grafveld meet omgeveer 45x 30 meter, waarin 142 graven gevonden zijn, 14 crematie- en 128 inhumatiegraven. Als bijgiften in de grafkamers zijn gouden munten en hangers, potten, bekers en mantelspelden aangetroffen.

### Middeleeuwen
Omstreeks 990 werd bij de samenvloeiing van de twee beken een kerkje gesticht, gewijd aan Sint-Petrus'-Banden. Bij werkzaamheden aan een pilaar van de latere kerk werden in 1964  resten van een muur gevonden van deze oude kerk, gebouwd in ijzeroerzandsteen en tufsteen. In de 11e eeuw werd de kerk verbouwd en werd deze zetel van het  Dekenaat Beek, dat zich uitstrekte van Heusden in het noorden, Bergen op Zoom in het westen tot Lommel in het zuiden. Het dekenaat Hilvarenbeek was het grootste binnen het aartsdekenaat Kempenland. In 1157 werd de kerk verheven tot kapittelkerk.
Bestuurlijk vormde Hilvarenbeek, samen met Diessen, Westelbeers en Riel de heerlijkheid Hilvarenbeek.
De bestuurlijke macht berustte bij twee halfheren, namelijk de Hertog van Brabant en de prins-bisschop van Luik. Deze laatste liet het bestuur door leenmannen uitvoeren. We vinden als heer achtereenvolgens de families: Van Herlaer, Van Leefdael, Van Pietersheim en Van Merode. De heerlijke rechten werden onder de Bataafse Republiek in 1798 afgeschaft, maar het jachtrecht verdween pas in 1923.
Hilvarenbeek bevat uitgestrekte woeste gronden. In 1331 gaf de toenmalige halfheer, Rogier van Leefdaal samen met Jan hertog van Lotharingen, Brabant en Limburg, tegen een jaarlijkse erfrente, de gemeynterechten uit aan de inwoners (aan de lieden van Beke). In 1441 kregen deze bovendien pootrecht.
De rechten van de Hertog van Brabant gingen in 1648 bij de Vrede van Münster over op de Staten-Generaal van de Nederlanden.
Niet alleen was Hilvarenbeek een heerlijkheid, maar tevens een vrijheid. Het had dus bepaalde rechten, zoals marktrecht, maar mocht zich niet van een verdedigingsmuur voorzien.
In 1388 werd Hilvarenbeek verwoest door de Geldersen onder leiding van Maarten van Rossum, maar daarna groeide het dorp, onder meer omdat het langs een handelsroute komt te liggen, uit tot een welvarende plaats. In 1451 was sprake van een lakenhal aan de Vrijthof en ook waren er wevers van wol en tijk actief. Daarnaast bestond er echter armoede en van 1472 tot 1480 was er zelfs een hongersnood.

### Periode tot 1568
In Brabant was de periode voor 1568 een Gouden Eeuw. Ook Hilvarenbeek kende in die tijd grote voorspoed, getuige de - na een brand - rond 1450 heropgerichte nieuwe toren. Het dorp telde halverwege de 15e eeuw ruim 3500 zielen, op dat van 's-Hertogenbosch na het grootste aantal in de Meierij. Hilvarenbeek was het religieuze centrum van een uitgebreid dekenaat en aan de Beekse kerk was een machtig kapittel verbonden. Hilvarenbeek werd een intellectueel centrum door de met dit rijke Beeks kapittel verbonden kapittelschool die tot 1585 heeft bestaan, en die een aantal vooraanstaande theologen en geleerden voortbracht, zoals Martinus Becanus en Johannes Goropius Becanus.

### Tachtigjarige oorlog
In 1568 brak de Tachtigjarige Oorlog uit, met rampzalige gevolgen voor Hilvarenbeek. Als gevolg van achterstallig soldij sloegen Spaanse troepen aan het muiten en trokken plunderend door het rijke Brabant. Ook Hilvarenbeek werd zowel van Spaanse als Hollandse zijde geplunderd en gebrandschat. Tijdens het Twaalfjarig Bestand (1609-1621) herstelde de economie zich weer, maar na deze wapenstilstand werd de oorlog voornamelijk in de Zuidelijke Nederlanden uitgevochten, met als keerpunt de val van 's-Hertogenbosch. In de periode hierna, die bekendstaat als de retorsietijd hebben veel katholieken het gebied ontvlucht. Katholieke godsdienstoefeningen werden verboden, de grote kerk kwam in handen van de gereformeerde kerk. Later, na de Vrede van Münster, werd het de katholieken toegestaan hun missen te houden in schuurkerken.

### Na de Vrede van Münster
In 1648 kwam Hilvarenbeek aan de grens te liggen met de Spaanse Nederlanden, en werd Brabant een generaliteitsland. In 1650 mislukte de oogst en daarna teisterden tal van rampen het dorp, zoals in het Rampjaar 1672 de inkwartiering van de Fransen (1672-1678), een dorpsbrand in 1694 en plunderingen op 17 november 1708 tijdens de Spaanse Successieoorlog. Dit alles leidde tot groeiende armoede, het uitbreken van ziekten en het wegtrekken van de bevolking. De economie stortte in en in 1729 verdween ook nog het belang van de handelsroute naar Luik.
Enig herstel kwam in de 2e helft van de 18e eeuw, maar in 1792 was er opnieuw een grote dorpsbrand.

### 19e eeuw
In 1798 kreeg de plaatselijke overheid de beschikking over kerkgebouwen, pastorieën en kerkfondsen, met als gevolg dat de katholieke gemeemschap in 1800 de "Groote Kerk" (St. Petruskerk) weer in gebruik ging nemen. De gereformeerden weken uit naar een koetshuis en vonden later onderdak in het huis van de weduwe Alida Dank. De gemeente had toen 2025 inwoners. 
In 1814, na de val van Napoleon, had het dorp opnieuw te lijden van inkwartieringen van vele troepen, waardoor bovendien besmettelijke ziekten uitbraken. In 1830, toen de Belgische Opstand was uitgebroken, ontstonden er opnieuw problemen. Nu moesten er Nederlandse troepen worden ingekwartierd, die bovendien een oogje in het zeil moesten houden aangezien men aan de loyaliteit van de Brabanders aan de Nederlandse zaak twijfelde. Er vond toen nog een overval plaats door Belgische muiters op het huis van dominee Jacob van Heusden, terwijl 18 inwoners van Hilvarenbeek uit het Nederlandse leger deserteerden. Dit leidde tot zware straffen, en een van de deserteurs werd zelfs tot de strop veroordeeld. Deze straf werd later in tien jaar dwangarbeid omgezet.
Nadat België was afgescheiden kwam Hilvarenbeek weer aan de grens te liggen en bracht de smokkel extra nevenverdiensten. Onder meer jenever en zout behoorden tot de smokkelwaren.
In 1842 werden 13 huizen verwoest door een brand die vermoedelijk was aangestoken.
Hoewel Hilvarenbeek gemeenschappelijke gronden bezat om voornamelijk de boeren van mest te voorzien, heeft de gemeente in de 19e eeuw veel ervan verkocht als ze geld nodig had.
De eerste verkoop vond plaats in 1857, toen baron Eugene François Joseph de Zerezo de Tejada, eigenaar van Gorp, een groot stuk land van de gemeente kocht en bij zijn landgoed voegde. Zijn zoon verbraste zijn bezit, waarop het landgoed in 1894 werd verkocht aan Willem van Beusekom en de Hilvarenbeekse notaris Huijsmans. De laatste kocht nog veel meer grond op, maar na zijn dood in 1920 werd het bezit door zijn weduwe weer verkocht, en uiteindelijk werd het Landgoed Tulder in 1939 bij Landgoed de Utrecht gevoegd en werd de textielfabrikant Van Puijenbroek eigenaar van Gorp.

### 20e eeuw
In de omgeving van Hilvarenbeek was er nog nauwelijks bos, hoewel Cornelis Bles, leenman van Gorp, iets na 1758 een warande aanlegde in de vorm van een sterrenbos, het Starrebos genaamd. Op het einde van de 18e eeuw was er slechts ongeveer 150 hectare aan bos, voornamelijk poothout.
Rond 1900 werden grote stukken woeste grond aangekocht door de Levensverzekeringsmaatschappij "De Utrecht"  en daarna, en in 1903 door de Oranjebond van Orde. In 1907 werd verkoop aan grootgrondbezitters door de Provincie verboden. De gemeenten moesten nu zelf gaan ontginnen.
Niettemin werd in 1924 nog 200 ha grond verkocht aan de gemeente Tilburg, ten behoeve van de aanleg van vloeivelden. Dit gebied werd in 1938 nog uitgebreid met grond voor een militair oefenterrein. Dit tussen de Goirlese Dijk en het Wilhelminakanaal gelegen gebied vormde de basis voor het latere recreatiepark Beekse Bergen.
Tijdens de Eerste Wereldoorlog werden opnieuw Nederlandse soldaten ingekwartierd. Bovendien moesten er Belgische vluchtelingen worden opgevangen. Velen van hen werden te werk gesteld op Landgoed de Utrecht. Brood mocht worden uitgevoerd en petroleum werd over de grens gesmokkeld. In de bossen werden door de smokkelaars zelfs ondergrondse olietanks aangelegd. De sigaren- en schoenenindustrie lag echter goeddeels stil door gebrek aan grondstoffen.
In 1939 kwamen, na de mobilisatie, opnieuw Nederlandse troepen in Hilvarenbeek. Op 11 mei 1940 kwamen de Fransen, die vluchtten voor de Duitsers, die op 12 mei Hilvarenbeek bezetten. Burgemeester J.C. de Rooy nam in 1942 ontslag en in 1943 trad de NSB'er Bressers aan als burgemeester.
Na de bevrijding, begin oktober 1944, waren er nog Duitse stellingen aanwezig ten noorden en ten westen van Hilvarenbeek. Deze waren met mijnenvelden afgeschermd. Een drie weken durende artilleriebeschieting volgde en de bewoners van Hilvarenbeek moesten vluchten naar Hooge Mierde en Lage Mierde. Op 27 oktober 1944 werden echter Goirle en Tilburg bevrijd en was de situatie veilig.
Op 1 januari 1997 is Hilvarenbeek gefuseerd met de gemeente Diessen tot de huidige gemeente Hilvarenbeek.

## Buitengebied
Hilvarenbeek was vanaf de napoleontische indeling (14 mei 1810) een gemeente waarvan ook de dorpen Esbeek en Biest-Houtakker deel uitmaakten.
Rondom Hilvarenbeek bestonden een aantal buurtschappen zoals Westerwijk, Hoog- en Laag Spul, Kleine- en Grote Voort, en de dubbel-buurtschap Gorp en Rovert.
De buurtschap Westerwijk is wellicht ouder dan Hilvarenbeek, in een oorkonde uit 1147 werd zij reeds genoemd als Wystreuuic, waar leengoederen van de Abdij van Thorn lagen.
Ook hier ligt een relatie met de echtgenote van graaf en bisschop Ansfried Hildewaris of Hilsonde, een naam die in Hilvarenbeek terugkeert.

## Bezienswaardigheden

### Vrijthof
Het middelpunt van Hilvarenbeek wordt gevormd door de Vrijthof, een rechthoekig groen plein met enkele markante bomen. Niet te verwarren met dat andere Vrijthof in Maastricht, het Vrijthof. In Hilvarenbeek is het dus de Vrijthof dat in vroegere tijden De Markt heette, in de volksmond De Mèrt. Dr. P.C. de Brouwer beschreef dat de Markt vroeger ‘Vredehof’ werd genoemd. Ergens begin jaren vijftig werd daarom voorgesteld De Markt/De Mèrt te veranderen in De Vrijthof, en dat voorstel werd aangenomen. Aan de Vrijthof en aan de ernaartoe leidende straten staan een aantal bijzondere bouwwerken, waaronder twee kerken. Op de Vrijthof bevinden zich twee linden.
- De Gebodenlinde is een lindeboom die geplant is in 1676 of kort daarvoor en die de vorm heeft van een etagelinde. De boom komt aan zijn naam omdat de Heer van Hilvarenbeek hieronder zijn verordeningen bekendmaakte. Traditiegetrouw werd er op de Vrijthof ook een jongere linde geplant die te zijner tijd de oude boom moest vervangen. De huidige jonge linde is in 1923 geplant.
- Een monument voor de gevallenen uit de Tweede Wereldoorlog.
- Een borstbeeld van Anton van Duinkerken.
- Voorts staat er een antieke gietijzeren dorpspomp, een moderne dorpspomp, en een muziekkiosk.
- De Sint-Petrus'-Bandenkerk is een gotische kerk uit de 14e en 15e eeuw. De toren is een hoogtepunt van de Kempense gotiek.
- De Protestantse kerk of Andreaskerk uit 1809 is een zaalkerkje met torentje dat neoclassicistische elementen bevat. Architect was L. van Heijst uit Waalwijk. In de kerk bevindt zich een laat-18e-eeuwse preekstoel met lezenaar.
- De Domineeswoning aan Vrijthof 23 stamt uit 1717 en is gebouwd nadat de voorganger door oorlogshandelingen (Spaanse Successieoorlog) was verwoest. De woning heeft een 19e-eeuwse voorgevel in empirestijl. Bij de ingang bevindt zich een gevelsteen ter herinnering aan ds Jacob van Heusden, die in 1822 de Maatschappij van Welstand oprichtte.
- Huis De Cleyne Maen aan Vrijthof 5 is een herenhuis uit het begin van de 18e eeuw met een gepleisterde lijstgevel uit de 19e eeuw. Hier woonden vanouds de chirurgijns. Rechts van de woning bevindt zich het voormalige koetshuis.
- Woonhuis op Vrijthof 20 is een 18e-eeuws Kempisch verdiepinghuis dat verbonden is aan de Museumbrouwerij. Bij een dergelijk huis is de voorgevel hoger dan de achtergevel.

### Binnen de dorpskom
- Korenmolen De Doornboom

### Overig

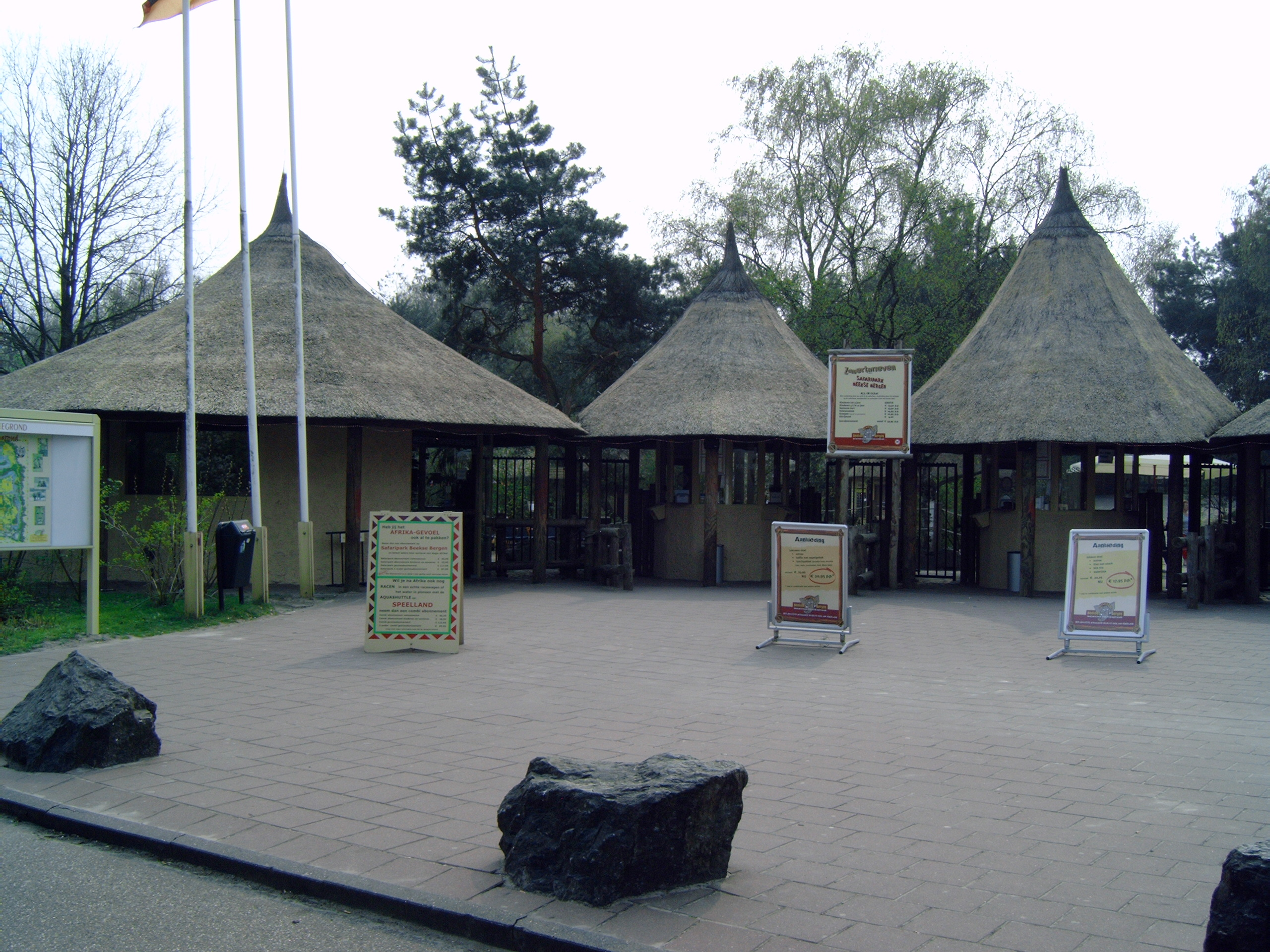
Ingang Safaripark Beekse Bergen

- Huis Groenendaal, een omgracht empirelandhuis uit het begin van de 19e eeuw.
- Jachthuis te Gorp
- Safaripark Beekse Bergen
- Speelland Beekse Bergen

## Monumenten
Een deel van Hilvarenbeek is een beschermd dorpsgezicht. Verder zijn er in het dorp verschillende rijksmonumenten, zie de lijst van rijksmonumenten in Hilvarenbeek.

## Musea
- De Torenkamer in de Beekse toren, een permanente, museale tentoonstelling over de rijke geschiedenis van Hilvarenbeek en zijn bijzondere toren. Het accent van de expositie ligt op de 15e en 16e eeuw.
- Museumbrouwerij De Roos is een authentieke Brabantse dorpsbrouwerij. Deze startte in 1880 in een bestaande stal en functioneerde tot 1933. De inventaris bleef behouden en werd gerestaureerd van 1996-2001, waarna het brouwen op bescheiden schaal werd hervat. Deze brouwerij is toegankelijk voor bezoekers.
- Museum Dansant aan Beerten 17a, behoort bij een restauratiebedrijf van orgels. Het betreft dansorgels uit het begin van de 20e eeuw, waaronder een groot Mortierorgel uit 1912.
- Museum Soet & Vermaeck is een kermismuseum in hetzelfde pand als Museum Dansant. Het richt zich op het kermisgebeuren van het begin van de 20e eeuw.
- Van 1984 tot en met 2015 was in Hilvarenbeek het Likeurmuseum Isidorus Jonkers (vanaf 2000 Nationaal Likeur & Frisdrankenmuseum Isidorus Jonkers) gevestigd, aanvankelijk in de voormalige Hilvaria Studio's aan de Goirlesedijk, vanaf 2000 in een voormalige jongensschool aan de Varkensmarkt 22. Het museum was gewijd aan het ambacht van likeurstoker en distillateur. Later werd de collectie uitgebreid met objecten afkomstig uit de Nederlandse frisdrankenindustrie en met een brede collectie verpakkingsglas. Vanwege teruglopende bezoekersaantallen sloot het museum in oktober 2015 zijn deuren.[15]
- Museum De Dorpsdokter met daarnaast de heemtuin. Het bevindt zich aan de Doelenstraat 53, nabij de molen. In het museum is een instrumentarium van plattelandsdokters uit de jaren 1800-1945 te vinden, inclusief instrumenten, een medicijnkast en een spreekkamer.
- De Wandelgangen, een 4-wekelijkse tentoonstelling in het gemeentehuis van Hilvarenbeek.[16]

## Natuur en landschap
Hilvarenbeek ligt te midden van een kleinschalig cultuurlandschap waardoor beekjes als de Roodloop, het Spruitenstroompje en de Hilver stromen. Enkele oude boerderijen zijn in de buurtschappen Groot Loo en Klein Loo te vinden.
Ten oosten van de kom liggen de landgoederen Annanina's Rust en Huis Groenendaal.
Ten westen van de kom ligt het uitgestrekte landgoederen Gorp en Roovert met het natuurgebied Gorp de Leij, alsmede de bosontginning Rovertsche Heide die weer tot natuurgebied wordt omgevormd.
Tussen Hilvarenbeek en Biest-Houtakker wordt onder de naam "Land van de Hilver" een groot stuk landbouwgebied teruggebracht naar de oude landschapsstructuur.
Ten noorden van Hilvarenbeek ten slotte, liggen de Beekse Bergen, voornamelijk een safaripark en recreatiegebied.

## Evenementen
- Best Kept Secret, een driedaags muziekfestival, dat sinds 2013 jaarlijks wordt gehouden op het terrein van Beekse Bergen.
- WOO HAH!, een Tilburgs hiphopfestival, dat in 2018 naar de Beekse Bergen verhuisde.
- De Groot-Kempische Cultuurdagen, een cultureel evenement dat plaatsvond van 1954 tot 1971, en dat beoogde Nederland en Vlaanderen dichter bij elkaar te brengen. Voormannen waren Anton van Duinkerken en Jan Naaijkens.[17]
- De Bikse Fiste (Beekse Feesten) werden opgezet naar aanleiding van het vijfjarig bestaan van Jongerencentrum "Lieve Hemel". De muziek die er gespeeld werd bestond uit aan folk verwante genres. De eerste editie was op 11 september 1977, en vele duizenden jongeren kwamen erheen om te genieten van acts als Urbanus van Anus en De Veulpoepers. Het geheel werd aangevuld met tientallen kraampjes van ideële, veelal linksgeoriënteerde, organisaties. Doe Maar had er een van zijn eerste succesvolle optredens. Na vijf jaar ging het feest aan zijn eigen succes ten onder. Bij een dergelijke omvang werden de risico's immers te groot en er ontstonden conflicten met de gemeente. De organisatie kon het niet meer aan en men stopte de activiteiten.
- Elastiek Muziek was de opvolger van de Bikse Fiste. De eerste editie vond plaats in 1985. Het werd jaarlijks gehouden op de Vrijthof tijdens Pinksteren. Het festival draaide volledig op de inzet van vrijwilligers, waardoor de entree gratis kon zijn. De editie van 2007 was de laatste, omdat ook dit evenement te grootschalig werd voor het dorp en de organisatie. De organisatie bleef bestaan en koos ervoor om verspreid in het dorp kleinschalige culturele evenementen te houden onder de naam: Tuin der lusten.
- Beachbeek is het beachvolleybalweekend dat al vanaf 1998 elk jaar op de Vrijthof wordt georganiseerd door Stichting Beachvolleybal Hilvarenbeek.
- Marathon van Hilvarenbeek
- Het Biks Oranje Fist (BOF), wordt sinds 2006 ieder jaar op Koningsdag door Scouting Hilvarenbeek georganiseerd.
- Decibel Outdoor is een jaarlijks terugkerend openlucht-muziekfestival op de Beekse Bergen waar uiteenlopende muzieksoorten gedraaid worden zoals jumpstyle, hardstyle en early rave.
- S.O.K. Festival, Het Samen Op Koers Festival, de 1e editie vond plaats op 17 oktober 2009 in de Gouden Carolus.
- Zomergeblaos. Muziekfestival op de vrijthof, 1e editie vond plaats in 2004. sinds enkele jaren vindt het evenement plaats tijdens Pinksteren op zaterdagavond en zondagmiddag en -avond.
- Bierfestival pROOSt, in september jaarlijks georganiseerd door museumbrouwerij "De Roos".
- HilverJazz, een muziekfestival in cultureel centrum Elckerlyc, geïnspireerd op het North Sea Jazz Festival werd in 2017 en 2019 georganiseerd.

## Onderwijs
- Kindcentrum Starrebos
- Kindcentrum De Doelakkers
- Openbare basisschool De Driehoek
- Roomskatholieke VMBO-school St. Jozef, in 1997 gefuseerd en opgenomen in het Mill-Hillcollege te Goirle.[18]

## Cultuur
- Gilde Sint Joris (Kruisboog)
- Gilde Sint Sebastiaan (Handboog op doel)
- Hilvarenbeekse Muziekprijs

 Muziekverenigingen 
- Koninklijke Harmonie Concordia van 1839 Hilvarenbeek

## Sport
(Sport)verenigingen
- Atletiekvereniging Achil'87
- Badminton Club Hilvarenbeek
- Basketbalvereniging Biks Shots
- Biljart Bond Hilvarenbeek en Omstreken (BBHO)
- Bridge vereniging HBC, Hilvarenbeekse Bridge Vereniging
- Bowlingvereniging Hilvarenbeek
- Allround Racketsport Centrum Hiltenhal (Tennis, Padel, Squash, Beachsport)
- Hilvarenbeekse Zaalvoetbal Bond HZVB
- Hilvarenbeekse Tafeltennisvereniging Hita '79
- Hockeyclub Hilvarenbeek
- Judo Vereniging Hilvarenbeek (JVH)
- Rijwiel Toer Club Hilvarenbeek RTCH
- Scouting Hilvarenbeek
- Sint Catharinagilde Hilvarenbeek (Kruisboog op doel)
- Tennisvereniging HTC de Ypelaer
- S.V. Hilvaria
- Volleybalvereniging vc de Hilver
- Zwem- en waterpolo vereniging Dokkelaers

## Bekende Bekenaren
- Jacob van Heusden (1757-1841), predikant
- Johannes Pauli (1759-1819), veldwachter
- Bernard Petrus van Hirtum (1792-1875), orgelbouwer
- Meinard Tydeman (1854–1916), politicus
- Jan Naaijkens (1919-2019), schrijver
- Jef van der Heyden (1926-2011), filmregisseur
- Ans Wortel (1929-1996), kunstenaar-schrijver
- Henny Vrienten (1948-2022), muzikant-componist
- Peter Toonen (1958), schrijver
- Jeroen de Leijer (1969), striptekenaar
- Ronald van Raak (1969), politicus
- Pepijn Crone (1981), verslaggever-presentator

## Trivia
- In de jaren 70 van de 20e eeuw was tussen Hilvarenbeek en Goirle (plaats) de Relight Studio gevestigd, waar vele bekende bands en artiesten platen opnamen. De oude studio's zijn in de periode 2000-2009 verbouwd tot de Hilvaria Studio's.

## Nabijgelegen kernen
Esbeek, Biest-Houtakker, Goirle, Diessen, Moergestel, Poppel
Hoofdplaats: Hilvarenbeek      Dorpen: Baarschot · Biest-Houtakker · Diessen · Esbeek · Haghorst

Buurtschappen en gehuchten: Den Opslag (deels) · Driehuizen · Dun · Groenstraat · Gorp · Groot-Loo · Groote Voort · Heikant · Hoogeind · Hoog Spul · Klein Loo · Kleine Voort · Laag Spul · Roovert · Tulder · Waterstraat · Westerwijk

Noord-Brabant: Steden en dorpen      Nederland: Provincies · Gemeenten